# Agiommatus pantanus
Agiommatus pantanus är en stekelart som beskrevs av Xiao och Huang 2001. Agiommatus pantanus ingår i släktet Agiommatus och familjen puppglanssteklar. Inga underarter finns listade i Catalogue of Life.